# 利西昌斯科耶农村居民点
利西昌斯科耶农村居民点（俄语：Лисичанское сельское поселение）是俄罗斯联邦沃罗涅日州奥利霍瓦特卡区所属的一个农村居民点。其下辖有5个居民点，行政中心为德罗兹多沃。据2016年统计，该农村居民点的人口为965人。